# Banksia obtusa
Banksia obtusa är en tvåhjärtbladig växtart som först beskrevs av Robert Brown, och fick sitt nu gällande namn av A.R.Mast & K.R.Thiele. Banksia obtusa ingår i släktet Banksia och familjen Proteaceae. Inga underarter finns listade i Catalogue of Life.